# Gmina Qendër (okręg Fier)
Gmina Qendër (alb. Komuna Qendër) – gmina położona w środkowo-zachodniej części Albanii. Administracyjnie należy do okręgu Fier w obwodzie Fier. W 2011 roku populacja gminy wynosiła 4207 osób w tym 2120 kobiety oraz 2087 mężczyzn, z czego Albańczycy stanowili 83,55% mieszkańców, 2,04% stanowią Rumunii. 
W skład gminy wchodzi dziesięć miejscowości: Çlirim, Mujalli, Grecalli, Daullas, Afrimi i Ri, Vadhizë, Zhupan, Drizë, Drizë-Myrteza, Romet.